# Heterocheila buccata
Heterocheila buccata är en tvåvingeart som först beskrevs av Fallen 1820.  Heterocheila buccata ingår i släktet Heterocheila och familjen Heterocheilidae. Enligt den finländska rödlistan är arten sårbar i Finland. Arten är reproducerande i Sverige. Artens livsmiljö är sandstränder vid Östersjön. Inga underarter finns listade i Catalogue of Life.